# Psamut
Psamut, helenizirano iz egipčanskega Pašerienmut, je bil faraon Starega Egipta iz 29. dinastije, ki je vladal leta 393/392 pr. n. št., * ni znano, † ni znano.

## Življenje
Uvrstitev Psamuta v vladarsko dinastijo je predmet razprav, čeprav je omenjen v treh Manetonovih Epitomih (Sekst Julij Afričan, Evzebij in armenska različica slednjega) in Demotski kroniki. Sekvence vladarjev v omenjenih treh virih so različne, zato ni jasno, ali je Psamut nasledil Hakorja ali obratno.
Po hipotezi egiptologa Johna D. Raya o smrti Neferita I. leta 393 pr. n. št., je prestol prešel na njegovega sina in naslednika, ki je bil verjetno Hakor. V nasprotju s to trditvijo zgleda, da ga je v drugem letu njegove vladavine  odstavil uzurpator Psamut in samega sebe proglasil za faraona.
Maneton in Demotska kronika trdita, da je vladal eno leto, potem pa je na oblast ponovno prišel Hakor. Nekateri dokumenti se pretvarjajo, kot da uzurpatorja sploh ne bi bilo. Nekaj arheoloških najdb kaže, da je Psamut odstavitev preživel. 
Za Psamuta velja, da je naročil gradnjo kapele v Karnaku, katero si je kasneje prilastil in dokončal Hakor. Mogoče je tudi, da je gradnjo začel Hakor pred odstavitvijo in jo dokončal med svojo drugo vladavino. 

## Sklica
1. ↑  Jürgen von Beckerath. Chronologie des pharaonischen Ägypten. Philipp von Zabern, Mainz 1997, str. 192.
2. ↑  Peter Clayton. Chronicle of the Pharaohs. Thames and Hudson Ltd. 1994, str. 203.

## Vir
- J.D. Ray (1986). Psammuthis and Hakoris. The Journal of Egyptian Archaeology, 72: 149-158.

| Psamut 29. dinastijaRojen: ni znano Umrl: ni znano |               |                            |
| Predhodnik: Hakor                                  | Faraon Egipta | Naslednik: Hakor (ponovno) |